# 筒仓

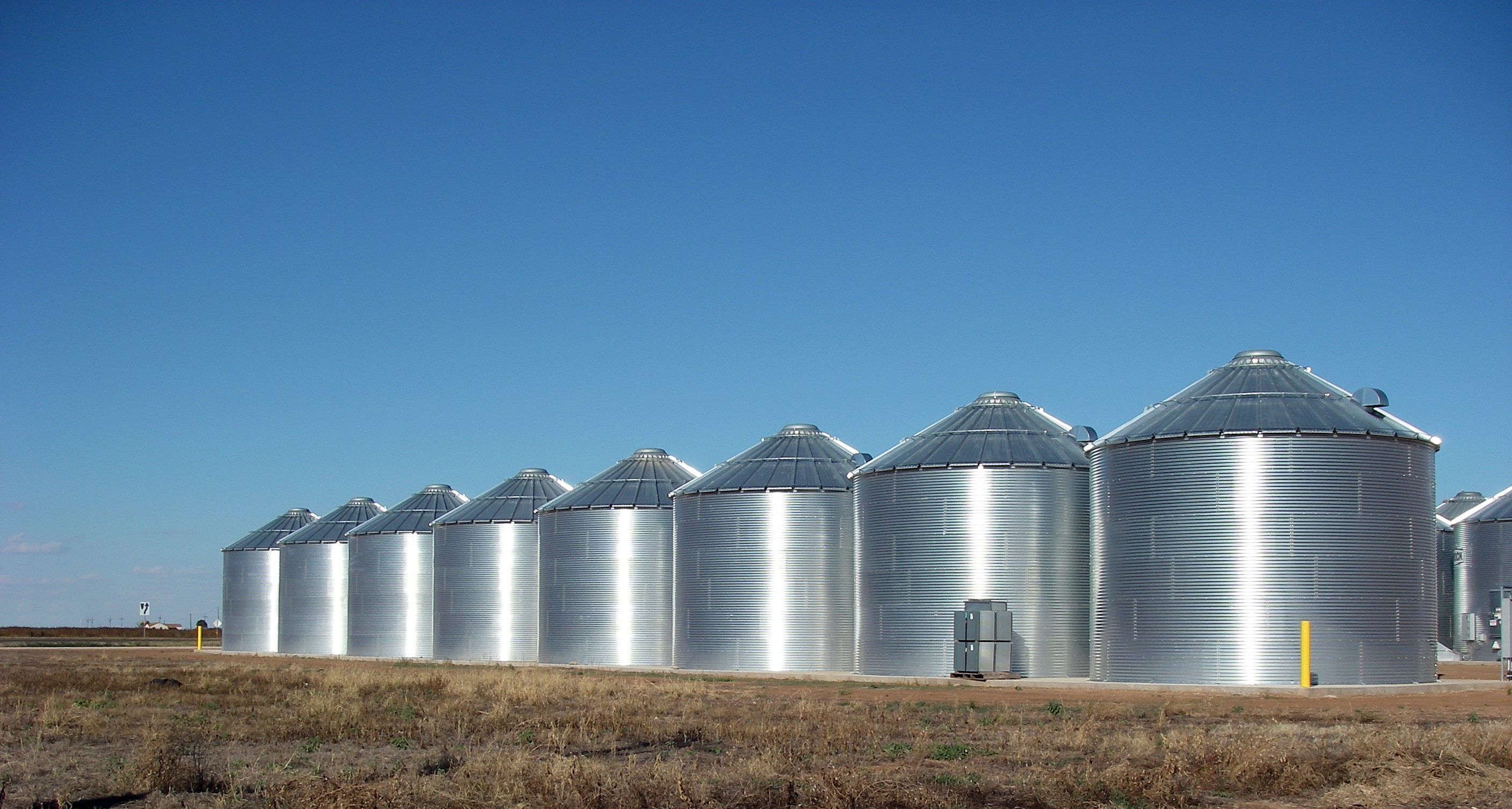
美国得克萨斯州的钢制筒仓

筒仓（英文：Silo）是一种用来储藏散装物料的设施，在农业和工业领域均有使用。农业筒仓可以用来储存谷类和饲料。工业筒仓用来储存煤炭、水泥、食盐、食糖、碳烟、锯末等散装物料。

## 历史

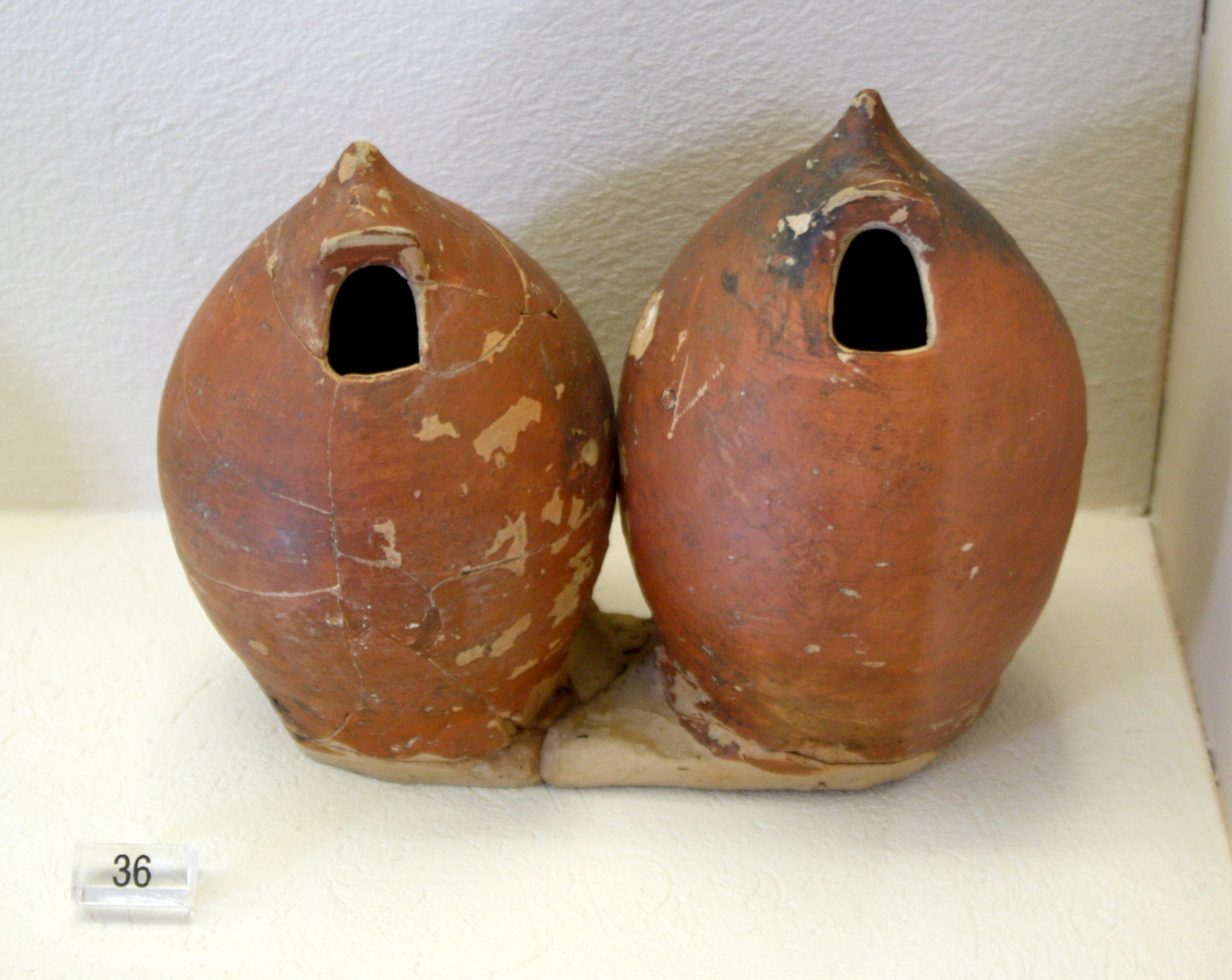
公元前700-650年间古希腊的谷仓形瓶

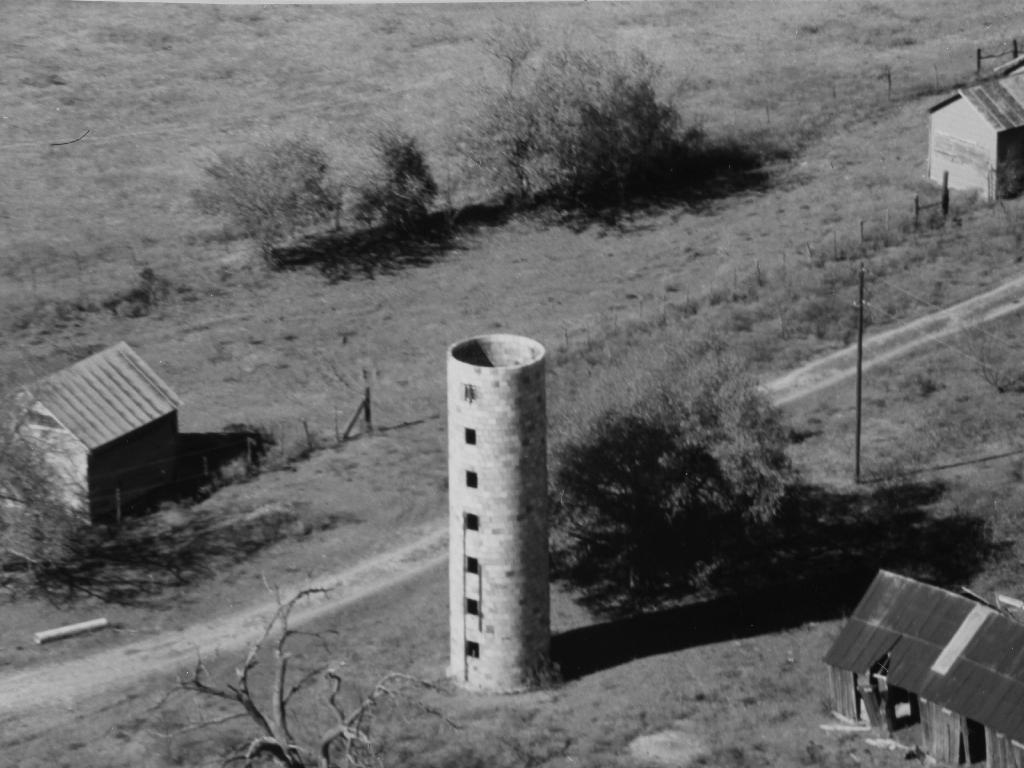
1900年的美国得克萨斯州筒仓

通过考古发现和史料记载，早在公元前8世纪的古希腊即有筒仓存在。英语中筒仓（英語：silo）一词即来源于希腊语[σιρός] 错误：{{Lang}}：無法辨識代碼 gk（帮助）（siros），意为“存放谷物的坑”。
第一个现代筒仓始建于1873年的美国伊利诺伊州，该筒仓为木质结构，用于储存谷物。